# Noix-de-Coco Bar
Pour plus de détails, voir Fiche technique et Distribution.
Noix-de-Coco Bar (Cocoanut Grove) est un film musical américain en noir et blanc réalisé par Alfred Santell, sorti en 1938.

## Synopsis
À Chicago, un chef d'orchestre soupe au lait, Johnny Prentice, tente de se rendre à Hollywood où il doit passer une audition pour la prestigieuse boîte de nuit Cocoanut Grove. Il risque de perdre la garde de son fils « adoptif », aussi engage-t-il Linda Rogers pour être le tuteur du garçonnet. Sans argent, ils prennent la route dans une vieille guimbarde tractant une caravane...

## Fiche technique
- Titre français : Noix-de-Coco Bar
- Titre original : Cocoanut Grove
- Réalisation : Alfred Santell
- Scénario : Sy Bartlett, Olive Cooper
- Producteur : George M. Arthur
- Société de production : Paramount Pictures
- Musique : John Leipold, Leo Shuken
- Photographie : Leo Tover
- Montage : Hugh Bennett
- Costumes : Edith Head
- Pays d'origine : États-Unis
- Format : noir et blanc - 35 mm - 1,37:1 - son : Mono (Western Electric Mirrophonic Recording)
- Genre : Film musical et comédie romantique
- Durée : 82 min
- Dates de sortie : 
  - États-Unis : 20 mai 1938
  - France : 6 juillet 1938

## Distribution
- Fred MacMurray : Johnny Prentice
- Harriet Hilliard : Linda Rogers
- Ben Blue : Joe De Lemma
- Eve Arden : Sophie De Lemma
- Rufe Davis : Bibb Tucker
- Billy Lee : Half Pint (demi-pinte), le fils adoptif de Johnny Prentice
- George Walcott : Tony Wonder
- Virginia Vale : Hazel De Vore
- Red Stanley : Dixie
- Harry Owens : Hula Harry
- Ellen Drew : la réceptionniste de la station radio
- Randy Oness : chanteur de l’orchestre
- Harry Owens and His Royal Hawaiians : Orchestre Royal Hawaiian
- The Yacht Club Boys : quatuor

## Source
- Noix-de-Coco Bar sur EncycloCiné